# Frank Pietersz. Verheyden
Frank Pietersz. Verheyden (Den Haag, ca. 1654/1655 – Breda, 23 september 1711) was een Noord-Nederlands schilder, vooral bekend om zijn stillevens en jachtstukken.
Op elfjarige leeftijd werd Verheyden in de leer gedaan bij de beeldhouwers Pieter en Jacob Roman. Toen hij 40 was  legde hij zich toe op de schilderkunst. Zijn schilderstijl werd beïnvloed door kunstenaars als Willem van Aelst, Cornelis Lelienbergh en William Gowe Ferguson. Hij kopieerde onder meer werk van Melchior d'Hondecoeter en Frans Snyders, maar vervaardigde ook originele composities.
Verheyden was actief in Breda van 1682 tot 1691, waar hij werkte aan de decoratie van het Kasteel van Breda in opdracht van het Huis van Oranje. In 1691 werkte hij korte tijd in Den Haag, waar hij onder meer meewerkte aan de versiering van een triomfboog ter ere van koning-stadhouder Willem III van Oranje. In de periode 1696–1711 werkte hij opnieuw in Breda.
Op 14 juni 1682 trouwde Verheyden in Ginneken met Maria Puts. Uit dit huwelijk werden meerdere kinderen geboren, onder wie Mattheus Verheyden (1700–1777), die eveneens schilder werd.
Jacob Campo Weyerman was in 1690 een leerling van hem.
- RKD-Nederlands Instituut voor Kunstgeschiedenis: 80326
- Virtual International Authority File: 95764730